# Dhammayanzika

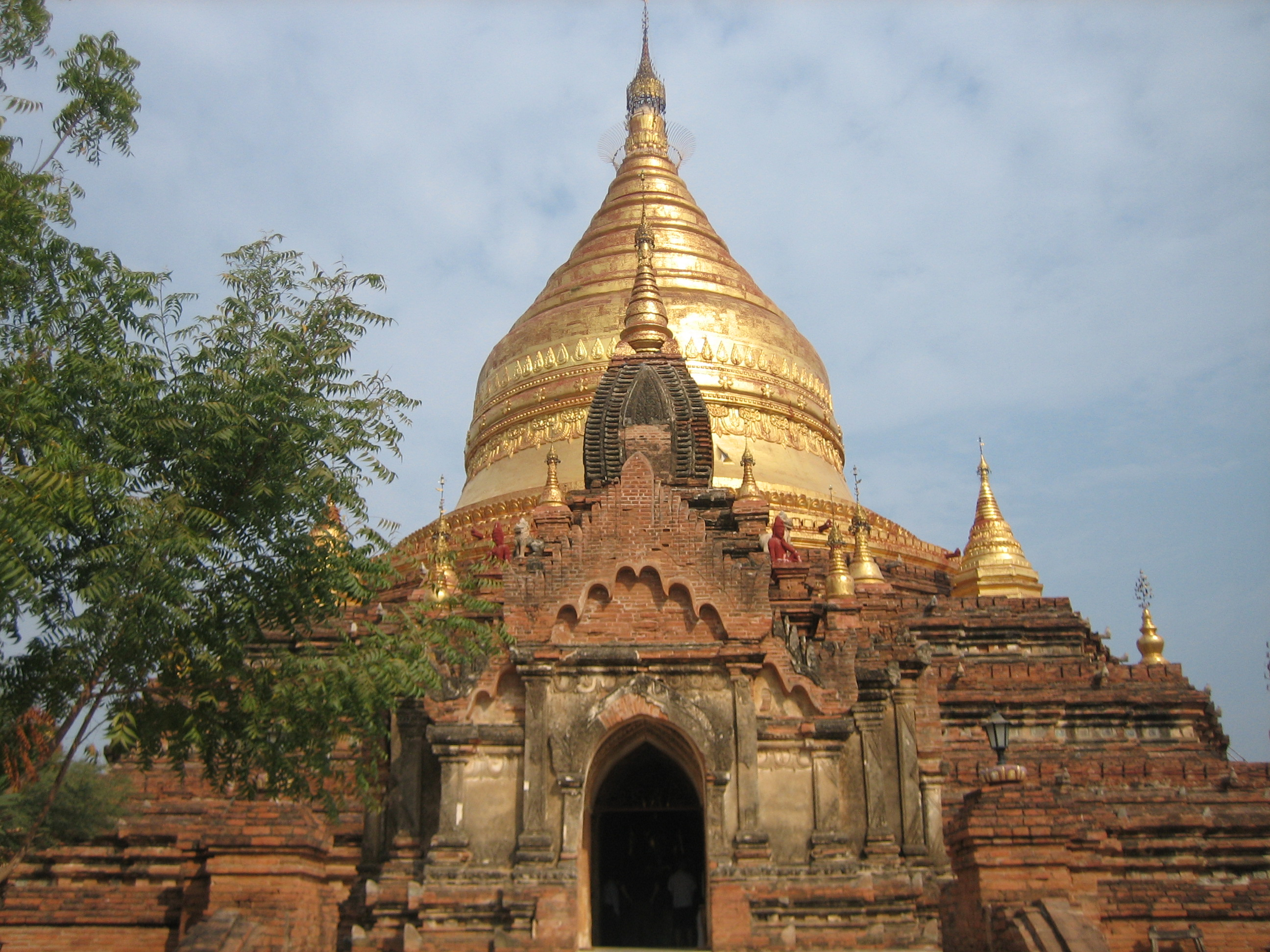
Le Dhammayanzika, 2008

Le Dhammayanzika est un grand stûpa de briques situé dans le village de Pwasaw (à l'Est de Bagan) au Myanmar. Il fut construit en 1196 sous le règne du roi Narapatisithu, et dédié au Bouddha comme roi de la Justice et du Devoir (en pâli : Dhammarâja).
Bien que le corps du stupa lui-même soit comparable à celui de la pagode Shwezigon, sa base possède des caractères originaux : Elle repose sur trois terrasses pentagonales (décorées de panneaux de terre cuite illustrant les Jâtaka), auxquelles sont accolés cinq petits temples surmontés de sikharas (tours-sanctuaires), le tout sur une terrasse à redents de symétrie pentagonale, et l'ensemble est inclus dans une enceinte à 15 côtés, percée d'une porte en face de chacun des temples.

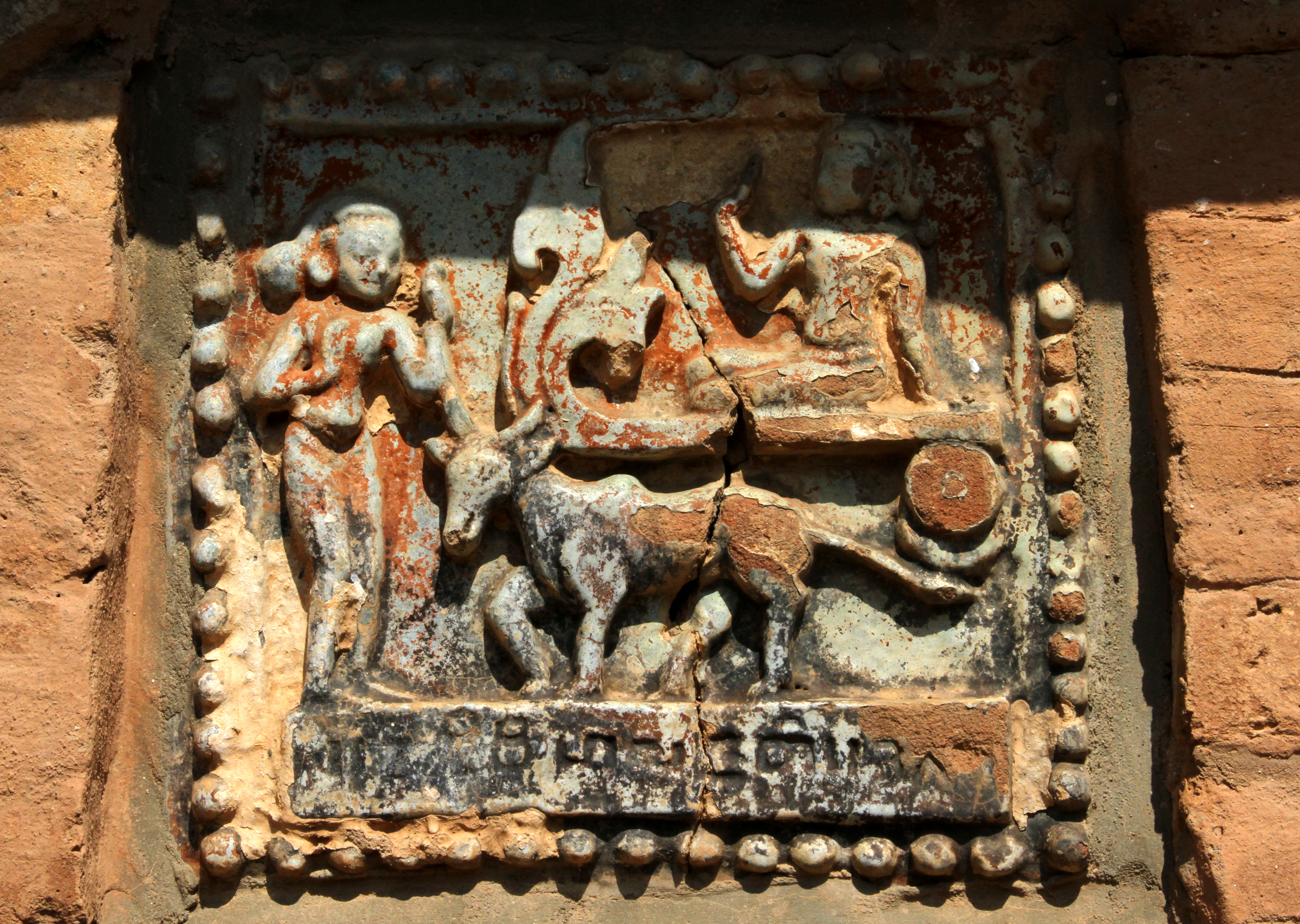
Panneau de terre cuite illustrant les Jâtaka

## Source
- Louis Frédéric, L'Art de l'Inde et de l'Asie du Sud-Est, Flammarion, 1994.